# Donald Carcieri

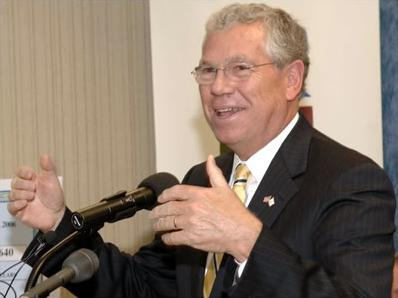
Donald Carcieri

Donald L. „Don“ Carcieri (* 16. Dezember 1942 in East Greenwich, Rhode Island) ist ein US-amerikanischer Politiker. Carcieri war von 2003 bis 2011 Gouverneur des Bundesstaates Rhode Island. Er gehört den Republikanern an und wird dort dem gemäßigten Flügel zugerechnet.

## Leben
Carcieri studierte Internationale Beziehungen an der Brown University in Providence. Er war anschließend zunächst Mathematiklehrer an einer High School und später in einer leitenden Stellung der Old Stone Bank sowie der Geschäftsführung der Cookson Group tätig.

## Als Gouverneur
Am 7. Januar 2003 übernahm Carcieri das Amt des Gouverneurs von Rhode Island, nachdem er sich zuvor bei den Wahlen mit 54:45 Prozent der Stimmen gegen die demokratische Staatssenatorin Myrth York durchgesetzt hatte. Im Jahr 2006 gelang ihm mit einem Anteil von 50,9 Prozent knapp die Wiederwahl gegen seinen Vizegouverneur Charles J. Fogarty. Carcieri regierte gegen ein von der Demokratischen Partei im Verhältnis von 60:15 Sitzen dominiertes Repräsentantenhaus, was während seiner Amtszeit zu einer Reihe politischer Differenzen zwischen Gouverneur und Parlament führte. 2005 legte er sein Veto zur Legalisierung von Cannabis als Medizin ein, dieses wurde allerdings später wieder überstimmt.
Am 4. Januar 2011 schied Carcieri verfassungsgemäß aus dem Amt, das er an den Unabhängigen Lincoln Chafee übergab.